# 채심
채심(菜心, 중국어: cài xīn 차이신[*], 광둥어: coi3 sam1 초이삼, 영어: choy sum 초이 섬[*])은 순무의 재배품종이다. 어린 잎과 꽃·꽃대를 채소로 먹는다.

## 같이 보기
- 가이란